# Goúrna
Goúrna (Gourna) är en ort i Grekland.   Den ligger i prefekturen Nomós Dodekanísou och regionen Sydegeiska öarna, i den östra delen av landet, 290 km öster om huvudstaden Aten. Goúrna ligger 5 meter över havet och antalet invånare är 282. Den ligger på ön Léros Island.
Terrängen runt Goúrna är kuperad västerut, men österut är den platt. Runt Goúrna är det ganska tätbefolkat, med 104 invånare per kvadratkilometer. Närmaste större samhälle är Agía Marína, 1,7 km öster om Goúrna. Trakten runt Goúrna består till största delen av jordbruksmark.